# يستي (البسيط)
بلدية يستي (بالإسبانية: Yeste) هي بلدية تقع في مقاطعة البسيط التابعة لمنطقة كاستيا لا مانتشا وسط إسبانيا.

## الديموغرافيا
بلغ عدد سكان بلدية يستي 3.268 نسمة عام 2011 (وفقاً للمعهد الوطني الإسباني للإحصاء).
| 5.014 | 4.444 | 3.991 | 3.597 | 3.456 | 3.397 | 3.268 |